# 자비 가요소
자비 가요소(영어: Jarvey Gayoso, 1997년 2월 11일~)는 필리핀의 축구 선수로, 포지션은 왼쪽 미드필더. 현재 캄보디아 프리미어 리그의 프놈펜 크라운 FC와 필리핀 축구 국가대표팀 소속으로 활동하고 있다.